# Râul Doamnei
Râul Doamnei este un curs de apă, afluent al râului Argeș. El se formează la confluența a două brațe Valea Rea și Zârna. Cursul  răului este captat in  zona de confluența a  celor 2 brațe și prin tunel subteran trimis în  barajul Vidraru.

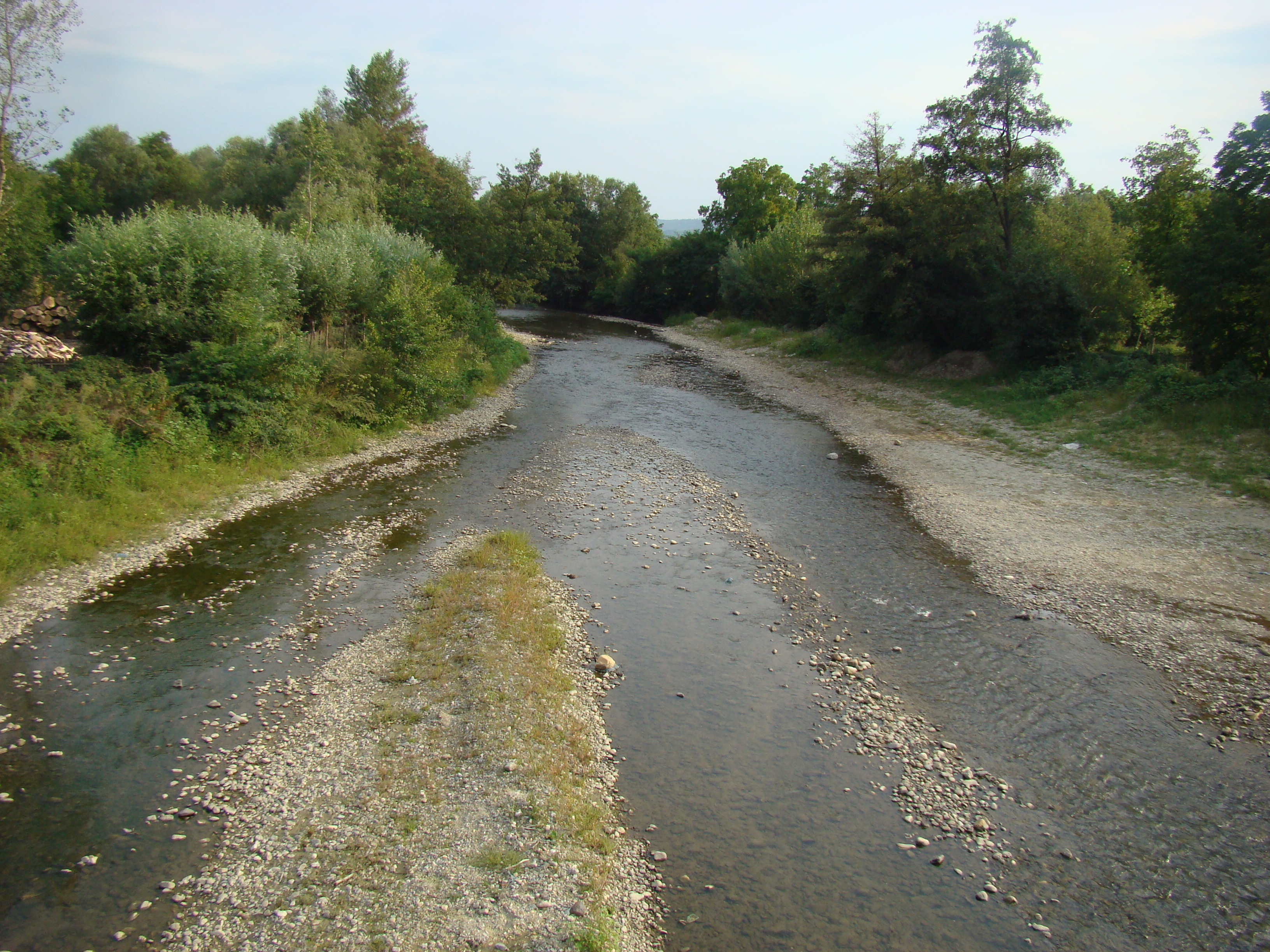
Râul Doamnei pe teritoriul comunei Coșești

## Hidronimie
Numele râului se bazează pe o legendă locală. În 1462, soția domnului Vlad Țepeș se refugiase în Cetatea Poenari care era asediată de o armată otomană condusă de fratele vitreg al domnului, Radu cel Frumos. Un fost slujitor al domnului muntean, care fusese făcut prizonier de turci, văzând umbra domniței la o fereastră a trimis o săgeată înspre fereastră cu un mesaj, avertizând-o că a doua zi armata turcă urma să atace cetatea. Nevasta lui Vlad Țepeș s-ar fi aruncat din turnul cetății în râu, pentru a evita luarea în captivitate.  În realitate, cetatea Poenari nu este situată pe malul Râului Doamnei, ci pe cel al Argeșului
O versiune a acestor evenimente este descrisă în filmul Bram Stoker's Dracula din 1992, unde însă domnița se aruncă în râul Argeș.

## Hărți
- Harta Județul Argeș
- Munții Iezer  Arhivat în 11 februarie 2012, la Wayback Machine.
- Munții Făgăraș  Arhivat în 8 septembrie 2013, la Wayback Machine.
- Alpinet - Munții Făgăraș